# Campeonato de Primera División 1907 (Argentina)
La Copa Campeonato 1907 fue el decimosexto torneo de Primera División. Se desarrolló entre el 21 de abril y el 11 de noviembre. 
El campeón, Alumni Athletic Club, obtuvo su séptima conquista.
En este torneo, por primera vez se estableció un régimen de ascensos y descensos con la segunda división. El primer descendido debió ser Barracas Athletic Club, pero fue desafiliado por no presentarse en tres encuentros seguidos.

## Ascenso y relegamiento
| Pos   | Equipo ascendido de la Segunda División 1906 |
| ----- | -------------------------------------------- |
| Prom. | Porteño                                      |

| Pos | Equipo relegado en la temporada 1906 |
| --- | ------------------------------------ |
| 5.º | Belgrano Extra                       |

## Sistema de disputa
Se disputó bajo el sistema de todos contra todos a 2 ruedas. El equipo con mayor puntaje en la Tabla de Posiciones se consagró campeón.

## Tabla de posiciones final
| Pos | Equipo               | Pts | PJ | G  | E | P  | GF | GC | Dif |
| --- | -------------------- | --- | -- | -- | - | -- | -- | -- | --- |
| 1º  | Alumni               | 37  | 20 | 17 | 3 | 0  | 76 | 13 | 63  |
| 2º  | Estudiantes (BA)     | 31  | 20 | 13 | 5 | 2  | 51 | 25 | 26  |
| 3º  | San Isidro           | 25  | 20 | 11 | 3 | 6  | 51 | 31 | 20  |
| 4º  | Quilmes              | 24  | 20 | 11 | 2 | 7  | 44 | 31 | 13  |
| 5º  | Belgrano Athletic    | 23  | 20 | 10 | 3 | 7  | 26 | 26 | 0   |
| 6º  | Porteño              | 22  | 20 | 8  | 6 | 6  | 42 | 41 | 1   |
| 7º  | Reformer             | 17  | 20 | 8  | 1 | 11 | 36 | 53 | -17 |
| 8º  | Argentino de Quilmes | 16  | 20 | 6  | 4 | 10 | 23 | 50 | -27 |
| 9º  | Lomas Athletic       | 11  | 20 | 4  | 3 | 13 | 21 | 50 | -29 |
| 10º | San Martín Athletic  | 10  | 20 | 4  | 2 | 14 | 24 | 70 | -46 |
| 11º | Barracas Athletic    | 4   | 20 | 2  | 0 | 18 | 17 | 21 | -4  |

|  |            |
|  | Campeón    |
|  | Descendido |

## Descensos y ascensos
Barracas descendió a Segunda División y luego fue desafiliado. Su lugar fue ocupado por Nacional para el torneo de 1908.

## Resultados
| Local                | Resultado | Visitante            | Fecha            |
| -------------------- | --------- | -------------------- | ---------------- |
| San Martín Athletic  | 0 - 4     | San Isidro           | 21 de abril      |
| Estudiantes (BA)     | 3 - 0     | San Isidro           | 28 de abril      |
| San Martín Athletic  | 2 - 2     | Porteño              | 28 de abril      |
| Alumni               | 5 - 1     | Argentino de Quilmes | 5 de mayo        |
| Reformer             | GP - PP   | Lomas Athletic       | 5 de mayo        |
| San Isidro           | 3 - 3     | Porteño              | 5 de mayo        |
| Barracas Athletic    | 9 - 1     | San Martín Athletic  | 9 de mayo        |
| Reformer             | 5 - 3     | Porteño              | 9 de mayo        |
| San Isidro           | 1 - 3     | Quilmes              | 9 de mayo        |
| Lomas Athletic       | 0 - 4     | Alumni               | 12 de mayo       |
| Argentino de Quilmes | 4 - 2     | Reformer             | 12 de mayo       |
| Barracas Athletic    | 0 - 3     | San Isidro           | 12 de mayo       |
| Estudiantes (BA)     | 6 - 1     | Quilmes              | 12 de mayo       |
| Belgrano Athletic    | 8 - 1     | San Martín Athletic  | 12 de mayo       |
| Reformer             | 0 - 4     | Alumni               | 19 de mayo       |
| Belgrano Athletic    | 5 - 0     | Argentino de Quilmes | 19 de mayo       |
| Barracas Athletic    | 3 - 2     | Lomas Athletic       | 19 de mayo       |
| Porteño              | 0 - 4     | Estudiantes (BA)     | 19 de mayo       |
| San Martín Athletic  | 0 - 4     | Quilmes              | 19 de mayo       |
| Alumni               | 7 - 0     | San Martín Athletic  | 25 de mayo       |
| Argentino de Quilmes | 2 - 2     | Quilmes              | 25 de mayo       |
| Reformer             | 4 - 3     | Barracas Athletic    | 25 de mayo       |
| Porteño              | 0 - 0     | Belgrano Athletic    | 25 de mayo       |
| San Isidro           | 3 - 2     | Estudiantes (BA)     | 25 de mayo       |
| Estudiantes (BA)     | 5 - 3     | Reformer             | 26 de mayo       |
| Alumni               | 2 - 0     | Quilmes              | 30 de mayo       |
| Argentino de Quilmes | 2 - 0     | Barracas Athletic    | 30 de mayo       |
| Estudiantes (BA)     | GP - PP   | San Martín Athletic  | 30 de mayo       |
| Reformer             | 1 - 2     | Belgrano Athletic    | 30 de mayo       |
| Barracas Athletic    | 0 - 5     | Alumni               | 2 de junio       |
| Porteño              | 4 - 1     | Quilmes              | 2 de junio       |
| San Martín Athletic  | 6 - 0     | Reformer             | 2 de junio       |
| Estudiantes (BA)     | 1 - 1     | Belgrano Athletic    | 2 de junio       |
| Estudiantes (BA)     | 2 - 2     | Alumni               | 9 de junio       |
| Porteño              | 2 - 1     | Argentino de Quilmes | 9 de junio       |
| Lomas Athletic       | 0 - 2     | Belgrano Athletic    | 9 de junio       |
| Barracas Athletic    | 1 - 4     | Quilmes              | 9 de junio       |
| Reformer             | 1 - 4     | San Isidro           | 9 de junio       |
| Porteño              | 0 - 2     | Alumni               | 23 de junio      |
| Argentino de Quilmes | 2 - 2     | San Isidro           | 23 de junio      |
| Lomas Athletic       | 1 - 4     | Reformer             | 23 de junio      |
| Belgrano Athletic    | 1 - 4     | Estudiantes (BA)     | 24 de junio      |
| Lomas Athletic       | 2 - 1     | San Martín Athletic  | 24 de junio      |
| Estudiantes (BA)     | 4 - 1     | Argentino de Quilmes | 29 de junio      |
| Lomas Athletic       | 0 - 5     | Quilmes              | 29 de junio      |
| San Isidro           | 6 - 0     | San Martín Athletic  | 29 de junio      |
| Belgrano Athletic    | GP - PP   | Barracas Athletic    | 29 de junio      |
| Alumni               | 5 - 0     | Lomas Athletic       | 30 de junio      |
| Belgrano Athletic    | 3 - 0     | Reformer             | 30 de junio      |
| Quilmes              | 7 - 1     | San Martín Athletic  | 30 de junio      |
| Porteño              | GP - PP   | Barracas Athletic    | 30 de junio      |
| Alumni               | 4 - 0     | Belgrano Athletic    | 7 de julio       |
| Lomas Athletic       | 2 - 2     | Porteño              | 7 de julio       |
| San Isidro           | 1 - 2     | Alumni               | 9 de julio       |
| Quilmes              | 3 - 0     | Argentino de Quilmes | 9 de julio       |
| San Martín Athletic  | 1 - 5     | Belgrano Athletic    | 9 de julio       |
| Lomas Athletic       | GP - PP   | Barracas Athletic    | 9 de julio       |
| Alumni               | 7 - 0     | Reformer             | 14 de julio      |
| Argentino de Quilmes | 2 - 2     | San Martín Athletic  | 14 de julio      |
| Belgrano Athletic    | 1 - 3     | Quilmes              | 14 de julio      |
| Lomas Athletic       | 2 - 1     | San Isidro           | 14 de julio      |
| Argentino de Quilmes | 0 - 3     | Estudiantes (BA)     | 21 de julio      |
| Belgrano Athletic    | 0 - 0     | Alumni               | 4 de agosto      |
| Reformer             | 4 - 0     | Argentino de Quilmes | 4 de agosto      |
| San Isidro           | 4 - 1     | Lomas Athletic       | 4 de agosto      |
| Porteño              | 2 - 3     | San Martín Athletic  | 4 de agosto      |
| Reformer             | 3 - 0     | San Martín Athletic  | 11 de agosto     |
| Lomas Athletic       | 2 - 2     | Estudiantes (BA)     | 11 de agosto     |
| Quilmes              | 2 - 2     | Porteño              | 11 de agosto     |
| Quilmes              | 3 - 1     | San Isidro           | 18 de agosto     |
| Reformer             | 2 - 0     | Quilmes              | 25 de agosto     |
| Alumni               | 3 - 2     | Estudiantes (BA)     | 25 de agosto     |
| Argentino de Quilmes | 1 - 5     | Porteño              | 25 de agosto     |
| San Martín Athletic  | 1 - 4     | Alumni               | 30 de agosto     |
| Belgrano Athletic    | 0 - 1     | San Isidro           | 30 de agosto     |
| Estudiantes (BA)     | 6 - 2     | Porteño              | 30 de agosto     |
| Quilmes              | 4 - 1     | Lomas Athletic       | 30 de agosto     |
| Porteño              | 5 - 0     | Lomas Athletic       | 1 de septiembre  |
| Estudiantes (BA)     | 1 - 1     | Lomas Athletic       | 8 de septiembre  |
| San Isidro           | 4 - 3     | Reformer             | 8 de septiembre  |
| Porteño              | 4 - 1     | Reformer             | 15 de septiembre |
| Argentino de Quilmes | 1 - 5     | Alumni               | 15 de septiembre |
| Alumni               | 5 - 0     | San Isidro           | 22 de septiembre |
| Belgrano Athletic    | 0 - 2     | Porteño              | 22 de septiembre |
| San Martín Athletic  | 2 - 3     | Estudiantes (BA)     | 22 de septiembre |
| Quilmes              | GP - PP   | Reformer             | 22 de septiembre |
| San Isidro           | 0 - 0     | Argentino de Quilmes | 29 de septiembre |
| Reformer             | 3 - 3     | Estudiantes (BA)     | 29 de septiembre |
| San Martín Athletic  | PP - GP   | Argentino de Quilmes | 6 de octubre     |
| Argentino de Quilmes | 3 - 0     | Lomas Athletic       | 13 de octubre    |
| Porteño              | 1 - 5     | San Isidro           | 20 de octubre    |
| Quilmes              | 2 - 7     | Alumni               | 20 de octubre    |
| Alumni               | 3 - 3     | Porteño              | 27 de octubre    |
| Quilmes              | PP - GP   | Belgrano Athletic    | 27 de octubre    |
| Lomas Athletic       | 5 - 3     | Argentino de Quilmes | 28 de octubre    |
| Belgrano Athletic    | GP - PP   | Lomas Athletic       | 1 de noviembre   |
| Argentino de Quilmes | GP - PP   | Belgrano Athletic    | 3 de noviembre   |
| San Isidro           | 8 - 0     | Belgrano Athletic    | 10 de noviembre  |
| Lomas Athletic       | PP - GP   | Belgrano Athletic    | 11 de noviembre  |